# Странка демократске акције Санџака
Странка демократске акције Санџака (скраћено СДАС) је политичка странка у Србији, која представља бошњачку етничку мањину концентрисану у области Санџака. Део је бошњачке националистичке Странке демократске акције са седиштем у Сарајеву. Сепаратистичка је странка која се залаже за независтност Санџака од Србије, док је 1991. спровела нелегални референдум о аутономији Санџака.

## Резултати на изборима

### Бошњачко национално вијеће
Први избори за национална већа различитих националних мањина у Србији одржани су у октобру 2014. године. Бошњачко национално вијеће има 35 посланика. Излазност на овим изборима је била 35,7%. Највише мандата освојила је коалиција коју је предводила СДА Санџака, која је добила 19 мандата, док је противничка коалиција под муфтијом Муамером Зукорлићем освојила 16 мандата.

### Парламентарни избори
| Година | Коалиција       | Гласови     | % од важећих | Мандати      | Промена      | Статус    |
| Година | Коалиција       | (коалиција) | (коалиција)  | (само СДА С) | (само СДА С) | Статус    |
| ------ | --------------- | ----------- | ------------ | ------------ | ------------ | --------- |
| 1990.  | нема            | 68.446      | 1,66%        | 3 / 250      | нова         | опозиција |
| 1997.  | Листа за Санџак | 84.156      | 1,67%        | 3 / 250      | 0            | опозиција |
| 2003.  | ДС—ГСС—ДЦ—СДУ   | 481.249     | 12,58%       | 1 / 250      | 2            | опозиција |
| 2007.  | Листа за Санџак | 33.823      | 0,84%        | 2 / 250      | 1            | опозиција |
| 2008.  | Листа за Санџак | 38.148      | 0,92%        | 1 / 250      | 1            | владајућа |
| 2012.  | нема            | 27.708      | 0,71%        | 2 / 250      | 1            | владајућа |
| 2014.  | нема            | 35.157      | 0,98%        | 3 / 250      | 1            | опозиција |
| 2016.  | нема            | 30.092      | 0,80%        | 2 / 250      | 1            | опозиција |
| 2020.  | нема            | 24,676      | 0.77%        | 3 / 250      | 1            | опозиција |
| 2022.  | нема            | 20.553      | 0,56%        | 2 / 250      | 1            | опозиција |
| 2023.  | нема            | 21.827      | 0,59%        | 2 / 250      | 1            | опозиција |

### Локални избори
| 2012. | 14 / 47 | 21 / 37 | 12 / 39 | 6 / 61 | 3 / 41 | 56 / 252 |
| 2016. | 11 / 47 | 22 / 37 | 15 / 39 | 3 / 61 | 4 / 41 | 55 / 252 |
| 2020. | 9 / 47  | 18 / 37 | 9 / 39  | 1 / 61 | 2 / 41 | 39 / 252 |